# Tymbark
Tymbark (Tannenberg in tedesco) è un comune rurale polacco del distretto di Limanowa, nel voivodato della Piccola Polonia.
Ricopre una superficie di 32,7 km² e nel 2004 contava 6 192 abitanti.

## Economia
Tymbark ospita la sede e produzione dell'omonima azienda, specializzata nel trattamento e produzione di particolari bevande alla frutta, fondata nel 1936.